# Droga krajowa nr 204 (Kostaryka)
Droga krajowa nr 204 (hiszp. Ruta Nacional Secundaria 204/Ruta 204) – jedna z dróg krajowych w Kostaryce. Znajduje się ona w prowincji San José.

## Opis
W prowincji San José droga krajowa nr 204 przebiega przez kanton San José (przez dystrykty Catedral, Zapote i San Francisco de Dos Ríos).